# 厚東篤太郎

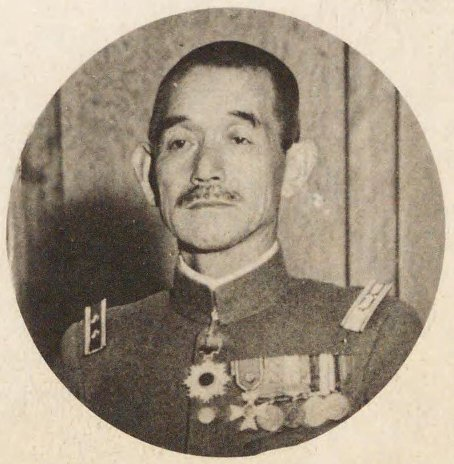
厚東篤太郎

厚東 篤太郎（こうとう とくたろう、1878年（明治11年）7月22日 - 1958年（昭和33年）9月18日）は、日本陸軍の軍人。最終階級は陸軍中将。

## 経歴
本籍山口県、東京府出身。厚東武直陸軍大佐の長男として生れる。成城学校を経て、1898年（明治31年）11月、陸軍士官学校（10期）を卒業。翌年6月、歩兵少尉に任官し歩兵第47連隊付となる。中央幼年学校生徒隊付を経て、日露戦争に遼東守備軍副官として出征した。関東都督府陸軍副官を経て、1910年（明治43年）11月、陸軍大学校（22期）を卒業し歩兵第3連隊中隊長に就任。
1911年（明治44年）9月、第10師団参謀となる。1912年（明治45年）3月、歩兵少佐に昇進し歩兵第6連隊付に発令。歩兵第6連隊大隊長を経て、1915年（大正4年）3月、皇族付武官（秩父宮雍仁親王付）に就任。1920年（大正9年）8月、歩兵大佐に昇進。1922年（大正11年）8月、歩兵第37連隊長となり、第8師団参謀長を経て、1924年（大正13年）4月、陸軍少将に進級し歩兵第32旅団長に就任。
1925年（大正14年）5月、陸士本科長となり、陸士幹事を経て、1929年（昭和4年）8月、陸軍中将に進み旅順要塞司令官に就任。1931年（昭和6年）10月、第11師団長に親補され、第一次上海事変により動員されたが、停戦に伴い帰還した。1933年（昭和8年）3月に待命となり予備役編入となった。1935年（昭和10年）12月、三笠宮家別当に就任した。
1947年（昭和22年）11月28日、公職追放仮指定を受けた。

## 栄典
位階
- 1902年（明治35年）2月20日 - 従七位[6]
- 1933年（昭和8年）4月28日 - 従三位[7]

勲章等
- 1940年（昭和15年）8月15日 - 紀元二千六百年祝典記念章[8]

## 親族
- 義父 小池靖一（衆議院議員・貴族院議員）
- 養子 厚東隆男（陸軍中佐）[1]
- 義兄 河村正彦（陸軍中将）